# Kenzô Tenma
Kenzō Tenma (天馬 賢三, Tenma Kenzō) est le personnage principal du manga Monster de Naoki Urasawa.

## Histoire du personnage

### Origines

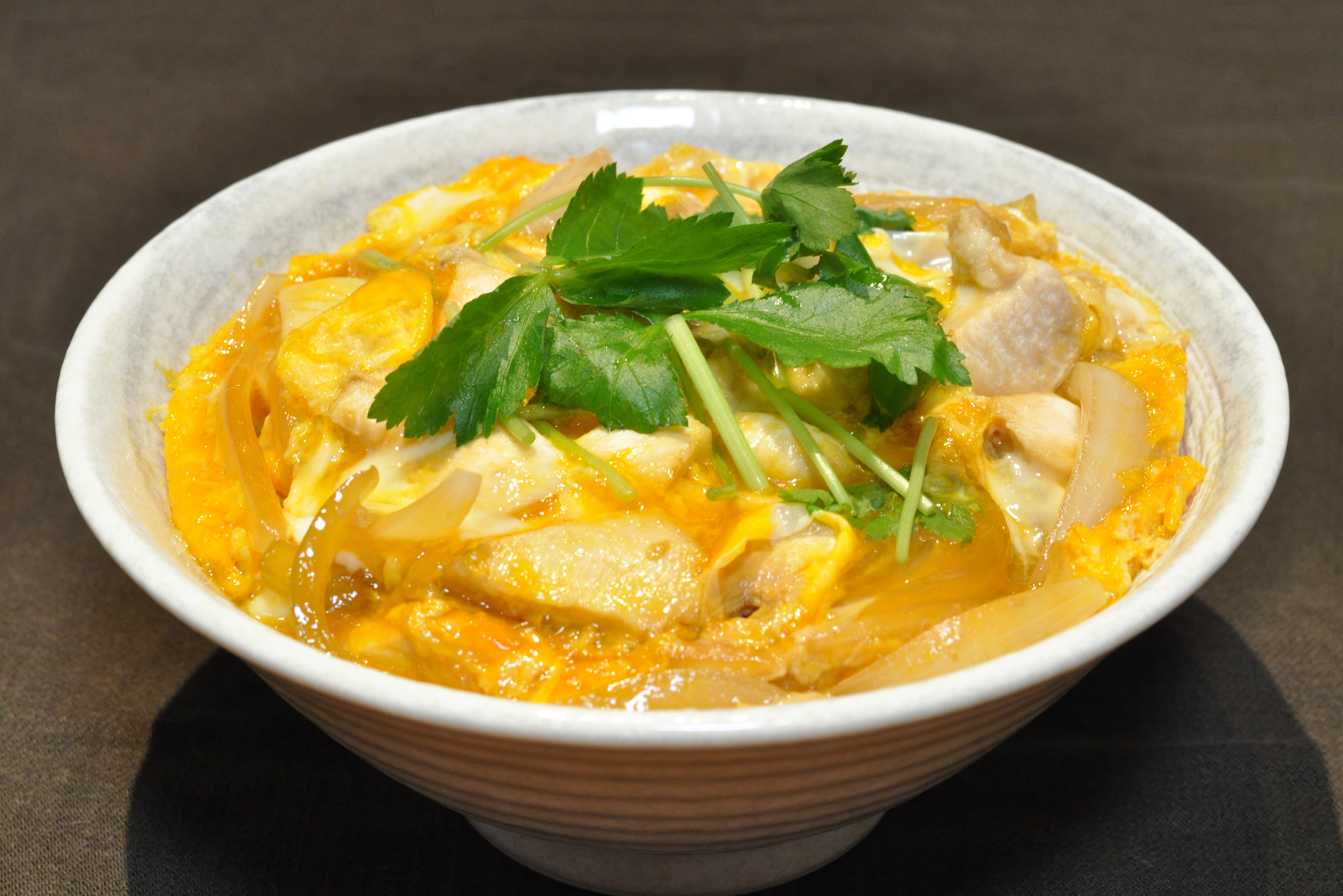
De loyakodon.

Fils d'un médecin local japonais, Kenzô Tenma se rend en Allemagne pour suivre des études poussées de médecine, grâce à une bourse, qui feront de lui un neurochirurgien hors du commun. Il rencontre alors Rudy Gillen, futur expert en criminologie à qui il fera appel lors de sa poursuite de Johann. Les deux étudiants ne se fréquentent pas vraiment et le nouveau-venu est même aux yeux de Gillen un adversaire pour la place de premier de la classe.
Tenma n'évoque presque pas son pays natal par la parole. Le passage le plus développé sur son enfance tient sur une planche et demi (il s'agit d'ailleurs de l'unique scène se situant au Japon), lorsqu'il se remémore une partie de cache-cache où, étant trop bien caché, ses amis l'abandonnent en forêt, le traitant de poule mouillée.
Les origines de Tenma se retrouvent dans la cuisine, le personnage étant amené pour diverses occasions à préparer quelques plats japonais comme du niku-jaga ou de l'oyakodon. Il semble être doué dans ce domaine à en croire les compliments des personnes qui partagent ses repas.

### Carrière de médecin
Le manga s'ouvre sur la fin d'une longue opération chirurgicale menée à bien par le Docteur Tenma. Grâce à lui un célèbre chanteur d'opéra vient d'être sauvé, et l'hôpital Eisler où il exerce se retrouve sous le feu des projecteurs. Tenma est alors en bonne position pour devenir le futur médecin-chef du service de chirurgie. Cependant, il apprend qu'un travailleur, arrivé aux urgences quelques minutes avant le chanteur, est décédé alors qu'il aurait dû être opéré en premier par Tenma. Le neurochirurgien commence alors à se poser des questions d'éthique concernant l'ordre reçu d'opérer ce chanteur. Sa fiancée Eva Heineman, la fille du directeur de l'hôpital, l'excuse en soutenant que « chaque vie n'a pas le même prix ».
Quelque temps plus tard, Tenma se retrouve dans une situation identique. Alors qu'il s'apprête à opérer un jeune garçon (arrivé à l'hôpital avec sa sœur jumelle traumatisée), il reçoit ordre du directeur de s'occuper en priorité du maire de Düsseldorf, et pour cause: de gros aspects financiers sont en jeu de par les subventions municipales.
Le docteur, après la précédente expérience, préfère écouter ses propres convictions et sauve l'enfant. Ce n'est que plus tard qu'il réalise les conséquences de cet acte sur sa carrière. Le directeur lui interdit tout espoir de promotion, puis Eva rompt leurs fiançailles. Il se voit même retirer la charge de l'enfant sauvé, la presse étant attendrie par cette histoire.
Survient alors un événement inattendu : la mort simultanée du directeur, de son assistant et du médecin en chef du service de chirurgie, ceci s'accompagnant de la disparition des jumeaux. C'est dans ce cadre que Tenma fait la rencontre du commissaire Runge, travaillant pour le BKA. Celui-ci soupçonne aussitôt Tenma car il tire profit du crime ; il est en effet nommé chef du service de chirurgie par le conseil d'administration de l'hôpital, sans qu'il n'y ait plus personne pour s'y opposer fermement. Mais l'enquête s'arrête faute de preuves.
Neuf ans plus tard, Tenma travaille toujours à l'hôpital Eisler lorsque cette affaire refait surface. Il doit sauver un dénommé Yunkers, crocheteur de serrures suspecté de complicité dans une affaire de meurtres dont l'enquête est menée par le commissaire Runge. À son réveil le patient semble terrorisé par ce qu'il appelle Monster. Une nuit, Yunkers s'enfuit de sa chambre, poursuivi par Tenma qui l'a vu s'enfuir. Le médecin finit alors sa course dans un parking, face à une ombre prête à abattre Yunkers d'un coup de Beretta 92. Le jeune homme lui fait alors comprendre qui il est : Johann, le garçon sauvé, un meurtrier précoce d'une rare intelligence qui a supprimé les ennemis de son sauveur en guise de remerciement. La nouvelle tétanise Tenma. Il voulait sauver un enfant, il a sauvé un Monstre.
Le docteur se rend auprès du commissaire Runge pour raconter son histoire. Puis il commence à mener sa propre enquête, notamment afin de retrouver la sœur jumelle de Johann. C'est peu à peu qu'il réalise la dangerosité de l'affaire dans laquelle il se plonge, en échappant à une tentative de meurtre. Il démissionne de son poste de neurochirurgien pour pouvoir se lancer pleinement à la poursuite de Johann. Il ne s'agit plus simplement d'arrêter le Monstre qu'il a réveillé, il s'agit aussi de prouver son innocence. Car Tenma devient en effet le suspect principal, à la suite du témoignage d'Eva Heineman affirmant qu'une cravate retrouvée sur les lieux d'un crime appartient à son ex compagnon.
Durant sa cavale, Tenma est amené à pratiquer la chirurgie à plusieurs reprises ce qui lui vaut la sympathie de certains personnages. Il trouvera ainsi des alliés convaincus de son innocence qui l'aideront dans sa quête. Mais il ne s'arrêtera jamais pour reprendre son ancienne activité, malgré les quelques demandes.
À la fin de l'œuvre, après tout ce qu'il a appris et vécu, Tenma sauve une nouvelle fois Johann. Lavé de tout soupçon dans cette affaire, il reçoit des excuses de la part de la police. On apprend grâce aux journaux qu'il s'est engagé auprès de Médecins sans frontières après avoir décliné un poste d'enseignant à la Faculté de médecine de l'Université de Münster.

### À la poursuite duMonstre
Alors qu'il est en cavale, Tenma subit un racisme cru de la part d'un personnage surnommé « le Bébé », un membre de l'organisation voulant faire de Johann un nouveau Hitler. Après avoir été renversé en voiture, le médecin est roué de coups dans une cave, lâchement attaché à une chaise. Il contrecarrera ensuite tant bien que mal les plans du Bébé visant à anéantir la population d'origine turque de Francfort.

## Évolutions du personnage

### Transformation physique
Kenzo est au début de l'œuvre un jeune homme soigné mais lors de sa poursuite pour retrouver le "monstre" il va se négliger. Dans le générique de l'anime, il apparaît avec les cheveux longs, il est mal rasé et ses traits sont tirés. Au fur et à mesure de la lecture, on remarque ces petits changements qui donnent des indices sur l'état physique et psychologique de Kenzo.
À noter que Kenzo Tenma ressemble trait pour trait à l'un des principaux protagonistes, de la série 20th Century Boys, du même auteur. Cette similitude se retrouve également dans certains symboles (tel un œil), voire dans certains comportements.

## Doublage
Voici la liste des doubleurs dans les différentes versions de l'anime :
- Japonais (version originale) : Kiuchi Hidenobu (木内秀信)
- Français : Taric Mehani
- Coréen : Koo Ja Hyeong (구자형)
- Espagnol : Jordi Brau
- Anglais : Liam O'Brien